# Kumano Hayatama Taisha

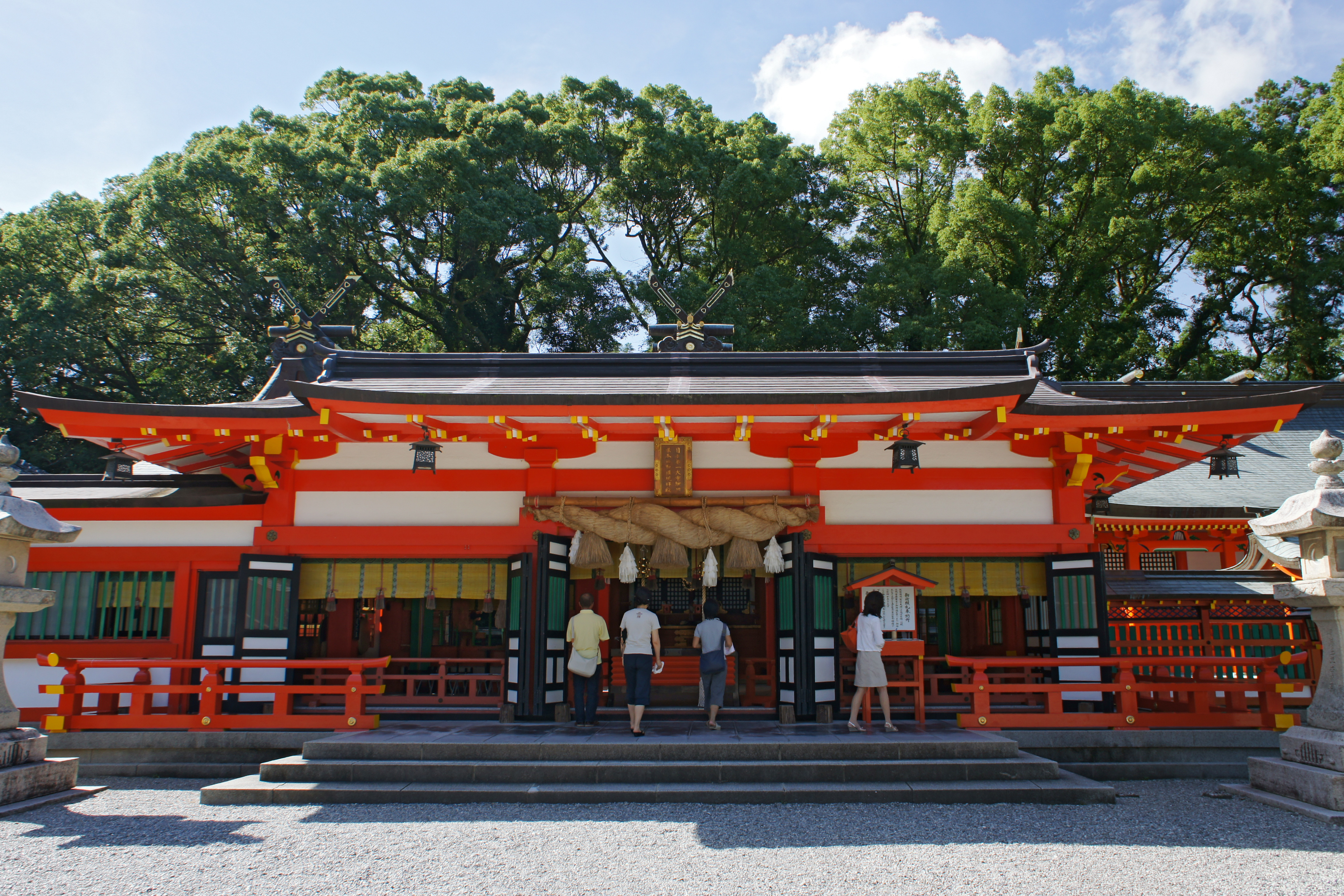
Haiden

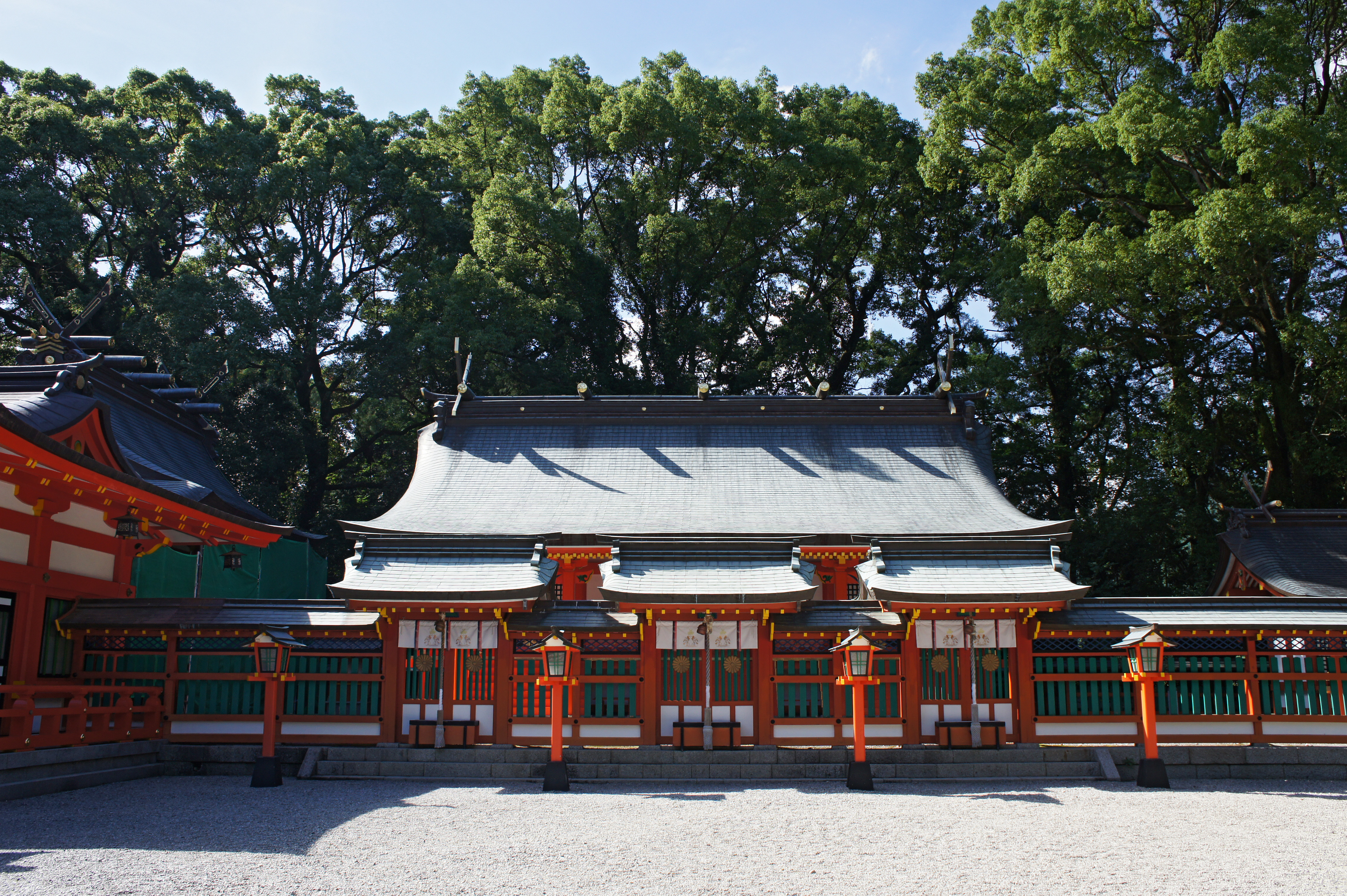
Suzumon

Kumano Hayatama Taisha (熊野速玉大社?) è un santuario shintoista ubicato a Shingū, prefettura di Wakayama, sulle rive del Kumanogawa nella penisola di Kii in Giappone. Fa parte del Kumano Sanzan patrimonio dell'umanità dell'UNESCO come parte dei Siti sacri e vie di pellegrinaggio nella catena montuosa di Kii.  I tre santuari Kumano Sanzan si trovano tra i 20 e i 40 km di distanza l'uno dall'altro e sono collegati dal percorso di pellegrinaggio noto come "Kumano Sankeimichi" (熊野参詣道?). Il tempio principale di tutti i santuari kumani è il Sōhonsha.